# Mezzano
Mezzano és un municipi italià, dins de la província de Trento. L'any 2007 tenia 1.655 habitants. Limita amb els municipis de Canal San Bovo, Cesiomaggiore (BL), Feltre (BL), Imer, Siror, Sovramonte (BL) i Transacqua

## Administració
| Període | Identitat        | Partit        |
| ------- | ---------------- | ------------- |
| 2005-   | Ferdinando Orler | Llista cívica |